# FC Baikal Irkutsk
El Football Club Radian-Baikal Irkutsk (del ruso: ФК Байкал Иркутск) es un club de fútbol ruso de la ciudad de Irkutsk. Fue fundado en 2009 y juega en la Segunda División de Rusia.

## Palmarés
- Segunda División de Rusia Zona Este: 1

2014/15